# Escuadrón 919 de Reabastecimiento Aéreo de Combustible
El Escuadrón 919 de Reabastecimiento Aéreo de Combustible es una unidad inactiva de la Fuerza Aérea de los Estados Unidos. Fue asignado por última vez al Ala de Bombardeo 306, establecida en la Base de la Fuerza Aérea de McCoy, Florida. Fue desactivado el 30 de junio de 1971.
El Escuadrón 919 se activó por primera vez en el año 1943 como el Escuadrón de bombardeo 619. Fue uno de los cuatro escuadrones del Grupo de Bombardeo 477, siendo el primer (y único) grupo de bombardeo en la Fuerza Aérea del Ejército de los Estados Unidos en incluir pilotos de color. El escuadrón fue desactivado en 1945,  cuando el 477 se convirtió en un grupo integrado que incluía un escuadrón de bombardeo y uno de caza. 
Originalmente, fue activado como un escuadrón de buques tanque del Comando Aéreo Estratégico (SAC) en 1960 y se trasladó a la Base Turner de la Fuerza Aérea, en Georgia, como parte del programa de SAC para dispersar su Boeing B-52 Stratofortress como defensa contra un primer ataque de la Unión Soviética. El escuadrón sirvió durante 11 años, en los cuales desplegó aviones y tripulaciones en el sudeste asiático durante la Guerra de Vietnam. 
Los dos escuadrones fueron consolidados, convirtiéndose en  una sola unidad en 1985. Sin embargo, esta nunca fue activada.

## Historia

### Segunda Guerra Mundial

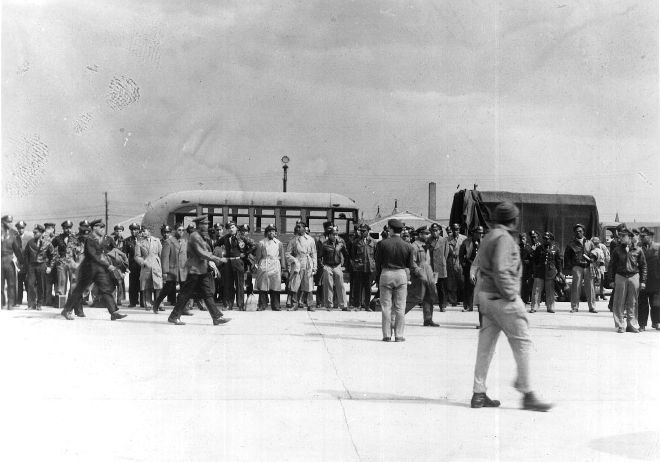
Agentes del Grupo de Bombardeo 477 en el Freeman Field, Indiana, a punto de abordar el transporte aéreo rumbo a Godman Field, Kentucky.

El Escuadrón de Bombardeo 619 fue activado en junio de 1943 en MacDill Field, Florida. Fue uno de los cuatro escuadrones originales del Grupo de Bombardeo 477, pero fue desactivado en agosto de ese mismo año.
El grupo 477 fue reactivado en enero de 1944 en Selfridge Field, Míchigan como  "primer grupo de bombardeo integrado en la Fuerza Aérea del Ejército". Tuvo  personal proveniente de Selfridge y Tuskegee Field, Alabama. El grupo fue trasladado a Godman Field, Kentucky, donde el Escuadrón 619 fue activado en mayo. La unidad encontró problemas debido a la falta de personal experimentado. Necesito capacitación básica en especialidades ocupacionales militares que se llevarían a cabo dentro de la unidad, en lugar de en las escuelas de capacitación técnica. 
Aunque estaba  designado como un "escuadrón de color" algunos oficiales, incluido el líder del escuadrón, eran blancos. El comandante inicial del grupo 477, impuso la segregación racial en los puestos donde el escuadrón estaba establecido. Los miembros de este, estuvieron involucrados en la acción de derechos civiles conocida como el "motín de Freeman Field"; el "motín" se produjo cuando los aviadores afroamericanos se indignaron por la segregación racial en el ejército y recurrieron a la insistencia masiva de que se hicieran cumplir las regulaciones militares que prohíben la discriminación. El "motín de Freeman Field" fue un evento crucial en la lucha afroamericana por obtener  derechos civiles.
El Escuadrón 619 fue desactivado en junio de 1945, cuando pasó a formar parte del Escuadrón 477, un escuadrón integrado formado por el Escuadrón de Caza 99, el Escuadrón de Bombardeo 617 y el Escuadrón de Bombardeo 618 y el Coronel Benjamin O. Davis, Jr., un oficial negro, asumió el mando del grupo.

### Guerra Fría
El Escuadrón 919 de Reabastecimiento Aéreo fue activado el 15 de abril de 1960 por el Comando Aéreo Estratégico (SAC) en la Base de la Fuerza Aérea de Carswell, Texas y asignado al 7° Ala de Bombardeo como uno de los dos escuadrones de petroleros activados ese día. El escuadrón estaba equipado con Boeing KC-135 Stratotankers. En junio se trasladó a la Base de la Fuerza Aérea de Turner, Georgia y asignado a la Ala Estratégica 4138, donde la mitad de los aviones del escuadrón se mantuvieron en alerta de quince minutos, totalmente alimentados y listos para el combate. El 919 mantuvo su compromiso de alerta hasta que fue inactivado, excepto en los períodos en los que se desplegó el escuadrón. 
El escuadrón desplegó aviones y tripulaciones aéreas en el Pacífico occidental, 1966–1967 para apoyar las operaciones de SAC junto con misiones tácticas de combate de aviones que volaban sobre Indochina durante la Guerra de Vietnam (Tigre de Young de la Operación). Durante septiembre de 1966, el escuadrón era no-operacional cuando todas sus tripulaciones y aeronaves fueron desplegadas para apoyar la Operación Arco de Luz. Cuando Turner AFB fue transferido a la marina de los Estados Unidos  en 1967 para una nueva designación como Estación Aérea Naval de Albany (Turner Field), el escuadrón se trasladó a la Base de la Fuerza Aérea McCoy, Florida.    En 1969 el escuadrón ganó el trofeo Saunders como el mejor escuadrón de reabastecimiento aeroe durante la competición  anual SACO. El año siguiente el escuadrón se convirtió de aviones KC-135A a KC-135Q. El escuadrón permaneció en McCoy hasta que se inactivó en 1971 y su equipamiento y el personal transfirieron al Escuadrón 306 de Reabastecimiento Aéreo de Combustible
El Escuadrón 919 de Reabastecimiento Aéreo fue consolidado con el Escuadrón 619 de Bombardeo en 1985, pero este consolidado no fue activado.

### Asignaciones
- 477º Grupo de Bombardeo : 1 de junio de 1943 - 25 de agosto de 1943
- 477º Grupo de Bombardeo: 27 de mayo de 1944 - 22 de junio de 1945
- Séptimo Ala de Bombardeo : 15 de abril de 1960[4]
- 4138º Ala Estratégica: 15 de junio de 1960[5]
- 484º Ala de Bombardeo : 1 de febrero de 1963 (no operativo el 1 de abril - c. 29 de septiembre de 1966)[12]
- Ala 306 del bombardeo : 25 de marzo de 1967 - 30 de junio de 1971 (no operativo después del 15 de junio de 1971)[13]

### Aeronaves
- Martin B-26 Marauder, 1943
- North American B-25 Mitchell, 1944–1945
- Boeing KC-135Un Stratotanker, 1960–1970[10]
- Boeing KC-135Q Stratotanker, 1970–1971